# Babado Novo

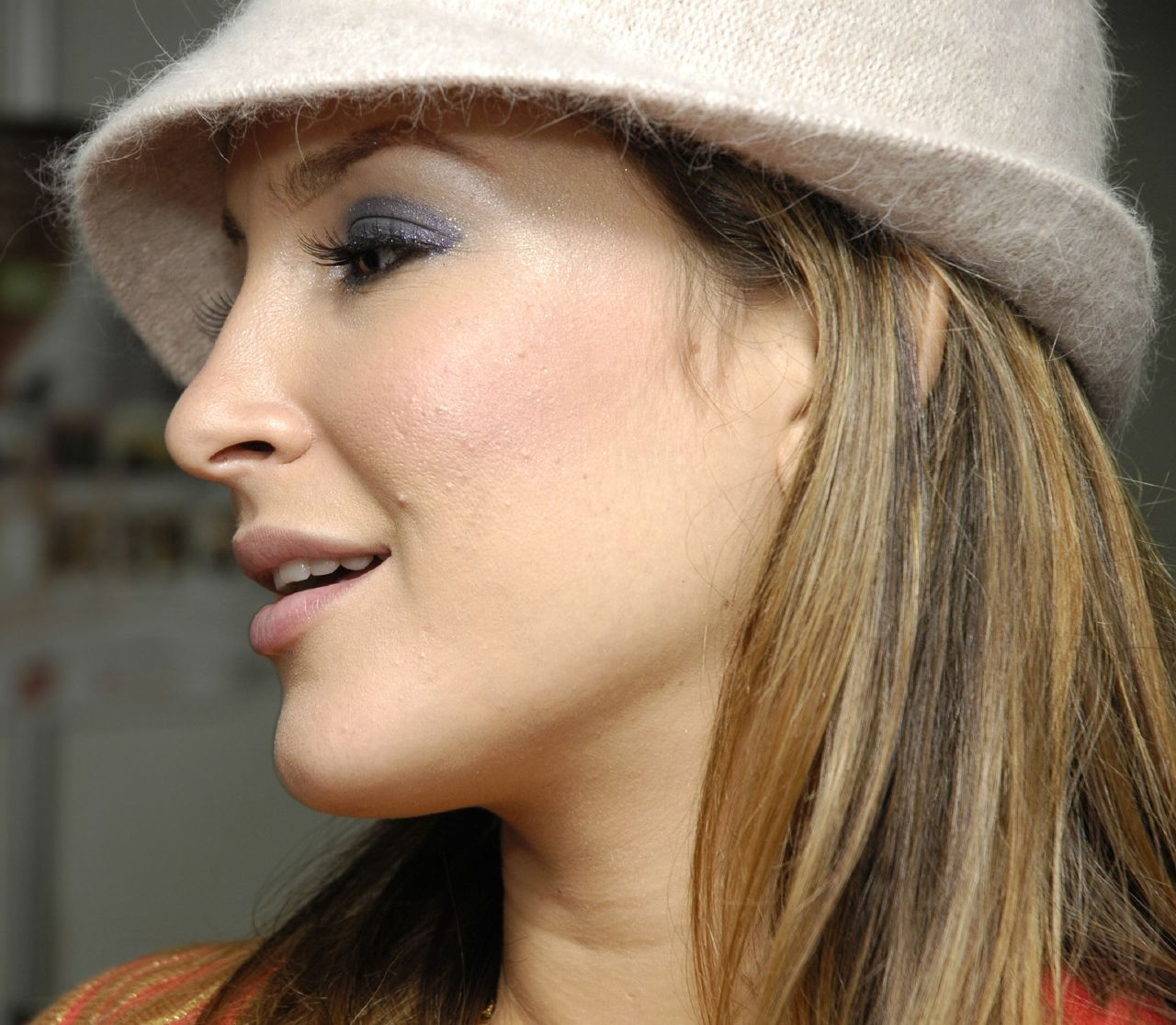
Claudia Leitte, bis 2008 Frontsängerin von Babado Novo

Babado Novo (portugiesisch; Neue Rüsche, auch Moderne Homosexualität) ist eine brasilianische Axé-Band aus Bahia.

## Werdegang
Babado Novo wurde im Jahr 2001 gegründet und spielte Sambareggae und Balladen. 
Bekannt wurde die Band als Karnevalsblock in Salvador da Bahia und Shows in São Paulo, Rio de Janeiro, Minas Gerais, Espírito Santo, sowie Städten in Nordost-Brasilien. 
2003 wurde der Gruppe die goldene Schallplatte verliehen. Im gleichen Jahr trat Babado Novo als Karnevalsblock auf zahlreichen Micareta-Veranstaltungen wie Carnagoiânia (Goiânia), Micarande (Campina Grande), Micaroa (João Pessoa), Micarina (Teresina), Fortal (Fortaleza), Micarecandanga (Brasília), Marafolia (São Luís), Parafolia (Belém), MaceióFest (Maceió), Pré-Caju (Aracaju) und Recifolia (Recife) auf.
2004 hatte Babado Novo große Veranstaltungen um die Silvesterfeierlichkeiten in Farol da Barra und Guarajuba. Es folgte eine groß angelegte Shows in Florianópolis/Santa Catarina, das Festival de Verão Salvador und zahlreiche andere Großveranstaltungen, oftmals vor 50.000 Zuschauern und mehr.
2005 trat Babado Novo in New York auf den Brasilian Days vor etwa einer Million Personen auf.
In den Jahren 2005 bis 2007 gewann Babado Novo den Titel in der Kategorie beste Musikgruppe in der TV-Show Domingão do Faustão. Claudia Leitte und Babado Novo spielten mit Musikern wie Bruno & Marrone, Jammil e Uma Noites, Jota Quest, Skank, Timbalada und Kid Abelha zusammen. 
Die Bandgeschichte endete vorerst im Jahr 2008, als die Frontsängerin Claudia Leitte eine Solokarriere begann. 2009 kam die Band mit anderer Besetzung und dem Hit "Me Diga" zurück. Silvester 2009 spielte Babgado Novo an der Avenida Paulista in São Paulo vor 1 Million Menschen.
Zu den größten Erfolgen von Babado Novo gehören “Amor Perfeito”, “Canudinho”, “Cai Fora”, "Bola de Sabão" und das provokative Lied “Safado, Cachorro, Sem Vergonha”. 

## Diskografie
- Babado Novo Ao Vivo (2003)
- Sem Vergonha (2003)
- Uau! Ao Vivo em Salvador (2004)
- O Diário de Claudinha (2005)
- Ver-te Mar (2007)
- Tudo Novo no Babado Novo - Ao Vivo (2010)

## Besetzung
- Claudia Leitte (Gesang)
- Sérgio Rocha (Gitarre und musikalische Direktion)
- Buguelo (Schlagzeug)
- Alan Moraes (Kontrabass)
- Luciano Pinto (Teclado[7])
- Nino Bala und Durval Luz (Perkussion)